# Phyllophaga marcano
Phyllophaga marcano är en skalbaggsart som beskrevs av Robert E. Woodruff 2005. Phyllophaga marcano ingår i släktet Phyllophaga och familjen Melolonthidae. Inga underarter finns listade i Catalogue of Life.